# Куб Фібоначчі
Куби Фібоначчі, або мережі Фібоначчі, — це сімейство неорієнтованих графів з багатими рекурсивними властивостями, що виникло в теорії чисел. Математично ці куби схожі на графи гіперкуба, але з числом вершин, рівним числу Фібоначчі. Куби Фібоначчі вперше явно визначив у своїй статті Сюй в контексті взаємозв'язків топологій для зв'язку систем паралельних обчислень або розподілених систем. Вони застосовуються також в хімічній теорії графів.
Куб Фібоначчі можна визначити в термінах кодів Фібоначчі та відстані Геммінга, незалежних множин вершин у шляхах, або через дистрибутивні ґратки.

## Визначення

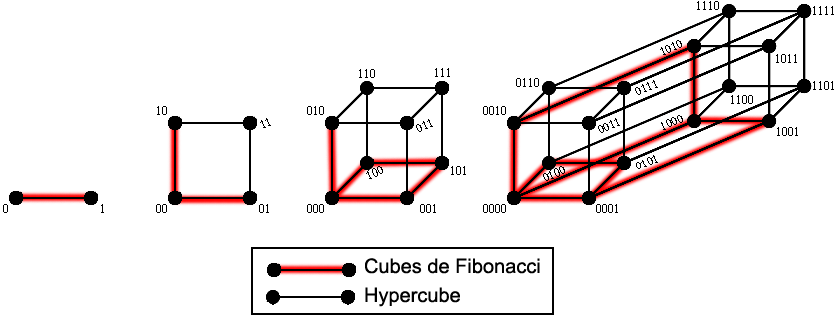
Куби Фібоначчі (намальовані червоним кольором) як підграфи гіперкубів

Куб Фібоначчі порядку 6

Подібно до графа гіперкуба, вершини куба Фібоначчі порядку n можна позначити бітовими рядками довжини n таким чином, що дві вершини суміжні, якщо їхні мітки відрізняються одним бітом. Однак в кубі Фібоначчі дозволені тільки мітки, які (як бітові рядки) не мають двох одиниць поспіль. Є {\displaystyle F_{n+2}} можливих міток, де {\displaystyle F_{n}} позначає {\displaystyle n}-е число Фібоначчі, а тому є {\displaystyle F_{n+2}} вершин в кубі Фібоначчі порядку n.
Вузлам таких мереж можуть бути призначені послідовні цілі числа від {\displaystyle 0} до {\displaystyle F_{n+2}-1} . Бітові рядки, які відповідають цим числам, задаються їх поданнями Цекендорфа.

## Алгебрична структура
Куб Фібоначчі порядку {\displaystyle n} є симплектичним графом доповнення графа шляху з {\displaystyle n} вершинами. Тобто, кожна вершина куба Фібоначчі представляє кліку в доповненні шляху або, що еквівалентно, в незалежній множині в самому шляху. Дві вершини куба Фібоначчі суміжні, якщо кліки або незалежні множини, які вони представляють, відрізняються видаленням або додаванням одного елемента. Тому, подібно до інших симплексних графів, куби Фібоначчі є медіанними графами і, більш загально, частковими кубами. Медіана будь-яких трьох вершин куба Фібоначчі може бути знайдена шляхом обчислення побітової мажоритарної функції трьох міток. Якщо кожна із трьох міток не має двох послідовних бітів 1, то це виконується і для їх мажоритарного значення.
Куб Фібоначчі є також графом дистрибутивної ґратки, яка може бути отримана через теорему Біркгофа з «паркану», частково впорядкованої множини, визначеної почерговою послідовністю відношень {\displaystyle a<b>c<d>e<f>\dots }. Є також альтернативний опис мовою теорії графів тієї ж ґратки: незалежні множини будь-якого двочасткового графа можуть бути дані в певному порядку, в якому одна незалежна множина менша від іншої, якщо вони отримані шляхом видалення елементів з однієї частини і додавання елементів в іншу частину. З цим порядком незалежні множини утворюють дистрибутивну ґратку, а застосування даної побудови до графа-шляху призводить до асоціації решітки з кубом Фібоначчі.

## Властивості й алгоритми
Куб Фібоначчі порядку {\displaystyle n} можна розбити на куб Фібоначчі порядку {\displaystyle n-1} (розмітка вузлів починається з біта, що має значення 0) і куб Фібоначчі порядку {\displaystyle n-2} (вузли починаються з біта значенням 1).
Будь-який куб Фібоначчі має гамільтонів шлях. Конкретніше, існує шлях, який обходить розбиття, описане вище — він відвідує вузли спочатку з 0, а потім з 1 у двох неперервних підпослідовностях. У цих двох підпослідовностях шлях може бути побудований рекурсивно за тим самим правилом, з'єднуючи дві підпослідовності кінцями, на яких другий біт має значення 0. Тоді, наприклад, у кубі Фібоначчі порядку 4 послідовністю, побудованою таким чином, буде (0100-0101-0001- 0000-0010) — (1010-1000-1001), де дужки показують підпослідовності двох підграфів. Куби Фібоначчі з парним числом вузлів, більшим від двох, мають гамільтонів цикл.
Мунаріні і Сальві вивчали радіус і число незалежності кубів Фібоначчі. Оскільки ці графи двочасткові і мають гамільтонів шлях, їхні максимальні незалежні множини мають число вершин, що дорівнює половині вершин усього графа, округлене до найближчого цілого. Діаметр куба Фібоначчі порядку n дорівнює n, а його радіус дорівнює n/2 (знову, округлений до найближчого цілого).
Тараненко і Весель показали, що можна перевірити, чи є граф кубом Фібоначчі за час, близький до його розміру.

## Застосування
Сюй, а також Сюй, Пейдж і Лью запропонували використовувати куби Фібоначчі як мережеву топологію в системах паралельних обчислень. Як комунікаційна мережа куб Фібоначчі має корисні властивості, подібні до властивостей гіперкуба — число інцидентних ребер на одну вершину не більше ніж {\displaystyle n/2}, і діаметр мережі не перевищує {\displaystyle n}, обидва значення пропорційні логарифма числа вершин, а можливість розбити мережу на менші підмережі того ж типу дозволяє розщепити багато завдань паралельних обчислень. Куби Фібоначчі підтримують також ефективні протоколи для маршрутизації і широкомовлення в системах розподілених обчислень.
Клавжар і Жігерт застосували куби Фібоначчі в хімічній теорії графів як опис сімейства досконалих парувань деяких молекулярних графів. Для молекулярної структури, описуваної планарним графом {\displaystyle G}, резонансним графом (або графом {\displaystyle Z}-перетворення) графа {\displaystyle G} є граф, вершини якого описують досконалі парування графа {\displaystyle G}, а ребра якого з'єднують пари досконалих парувань, симетрична різниця яких є внутрішньою гранню графа {\displaystyle G}. Поліциклічні ароматичні вуглеводні можуть бути описані як підграфи шестикутної мозаїки площини, а резонансні графи описують можливі структури з подвійними зв'язками цих молекул. Як показали Клавжар і Жігерт, вуглеводні, утворені ланцюжками шестикутників, сполучених ребро до ребра без трьох суміжних шестикутників на прямій, мають резонансні графи, які точно є графами Фібоначчі. Більш загально, Чжан, Оу і Яо описали клас планарних двочасткових графів, які мають куби Фібоначчі як графи резонансу.

## Пов'язані графи
Узагальнені куби Фібоначчі запропонували Сюй і Чжан, базуючись на числах Фібоначчі {\displaystyle k}-го порядку, які пізніше Сюй, Чжан і Дас, ґрунтуючись на більш загальних видах лінійних рекурсій, розширили на клас мереж, названих лінійними рекурсивними мережами. Ву модифікував куби Фібоначчі другого порядку, ґрунтуючись на інших початкових умовах. Інший пов'язаний граф — куб Люка, з кількістю вершин, рівним числу Люка, визначений з куба Фібоначчі шляхом заборони біта зі значенням 1 як у першій, так і в останній позиції кожного бітового рядка. Дідо, Торрі і Салві використовували властивості розмальовки як кубів Фібоначчі, так і кубів Люка.